# Romaria (kommun)
Romaria är en kommun i Brasilien.   Den ligger i delstaten Minas Gerais, i den sydöstra delen av landet, 300 km söder om huvudstaden Brasília. Antalet invånare är 3 601.
Följande samhällen finns i Romaria:
- Romaria

Omgivningarna runt Romaria är huvudsakligen savann. Runt Romaria är det glesbefolkat, med 9 invånare per kvadratkilometer.